# أوتو لاغرفيلد
أوتو لاغرفيلد (بالألمانية: Otto Lagerfeld)‏ هو رائد أعمال ألماني، ولد في 20 سبتمبر 1881 في هامبورغ في ألمانيا، وتوفي في 4 يوليو 1967 في بادن بادن في ألمانيا.